# Alcalá de Henares
Alcalá de Henares è un comune spagnolo di 197 562 abitanti situato nella comunità autonoma di Madrid. È nota per aver ospitato una famosa università, trasferita a Madrid nel 1836, e per essere stata la città dove è morto e dove sono venerate le spoglie mortali di Diego d'Alcalá (1400-1463), oltre ad essere stata la città natale di Caterina d'Aragona (1485-1536), Ferdinando I d'Asburgo (1503-1564), Miguel de Cervantes (1547-1616) e di Manuel Azaña Díaz (1880-1940).

## Storia
La città è situata a 31 km da Madrid, sulle rive del fiume Henares. Deve il suo nome attuale agli Arabi, dal momento che "Alcalá" deriva dalla parola araba ﺍﻟﻘﻠﻌـة ( al-qalʿa), che significa "roccaforte", una delle quali si ergeva in effetti sul fiume Henares. Al tempo della dominazione romana, invece, la cittadina si chiamava Complutum.
La sua fortuna iniziò nel XVI secolo perché fu residenza reale. Nel 1499 il cardinale Francisco Jiménez de Cisneros, famoso uomo politico spagnolo (1436-1517) che alla morte di Ferdinando II di Aragona fu reggente del trono di Spagna, vi fondò, a partire da un preesistente studium generale (attivo dal 1293 e del quale egli stesso era stato allievo), la Complutensis Universitas. Questa istituzione accademica presto divenne fra le più celebri università d'Europa.
Nel 1836 la città iniziò a perdere d'importanza per il trasferimento dell'università a Madrid.
Oggi è un centro industriale.
Nel 1977 una nuova Università di Alcalá de Henares è stata creata e riutilizza parzialmente gli edifici originali della prima Università.
Nel 1991 è stata eretta una nuova diocesi di Alcalá de Henares dopo che era già esistita tra V e XI secolo, e il cui nome era stata "incluso" nel 1885  nel primo nome (diocesi di Madrid e Alcalá de Henares) dell'attuale arcidiocesi di Madrid di cui la "nuova" diocesi è suffraganea.

## Monumenti e luoghi d'interesse
- Palacio Arzobispal: palazzo arcivescovile di imponente mole iniziato nel 1209 in stile romanico, rifatto in forme gotiche nel 1375, ingrandito nel XV secolo, ornato in forme rinascimentali nel 1524-34 e gravemente danneggiato all'epoca della guerra civile spagnola nel 1939 poi ricostruito.
- Las bernardas: monastero con la chiesa dotata di una grande cupola del 1618.
- L'oratorio de San Felipe Neri del XVII secolo.
- Cattedrale magistrale di Alcalá de Henares: cattedrale sovrastata da una torre del 1477-1509. Vi sono venerate le reliquie dei Santos Niňos Justo e Pastor, patroni di Alcalà due ragazzi qui martirizzati nel IV secolo.
- Gli antichi  "Colegios"  universitari: de los Augustinos, seicentesco, de los Dominicos del XVI secolo, de la Madre de Dio (oggi una caserma), de la Paloma del 1643, del Rey del Seicento, de las Filipensas del Quattrocento, de Leon del 1595, de Vizcaya del 1563.
- I conventi de las Carmelitas de la Imagen del 1562, de las Ursulas del 1564, de las Magdalenas del 1589.
- Le chiese: Santa Maria la Mayor, gotica dove fu battezzato Cervantes e de la Compañia de Jesus (1602-25).
- il Colegio de San Ildefonso fondato dal cardinale Cisneros nel 1508 e costruito dall'architetto Pedro Gumiel per ospitarvi l'Università. Nel 1543 Rodrigo Gil de Hontañón vi aggiunse la facciata plateresca che iniziò lo stile "Cisneros". Vi si trovano i tre patios: de San Tomas, dos filosofos, trilingue (vi s'insegnavano greco, latino ed ebraico) dove si aprono il "Paraninfo" (sala degli atti) e la "capilla San Ildefonso" in forme rinascimentali con il sepolcro in marmo di Carrara del cardinale Cisneros.
- L'ospedale di Antezana. Fondato nel 1483, oggi è l'ospedale più antico in uso di Europa.

### Evoluzione demografica

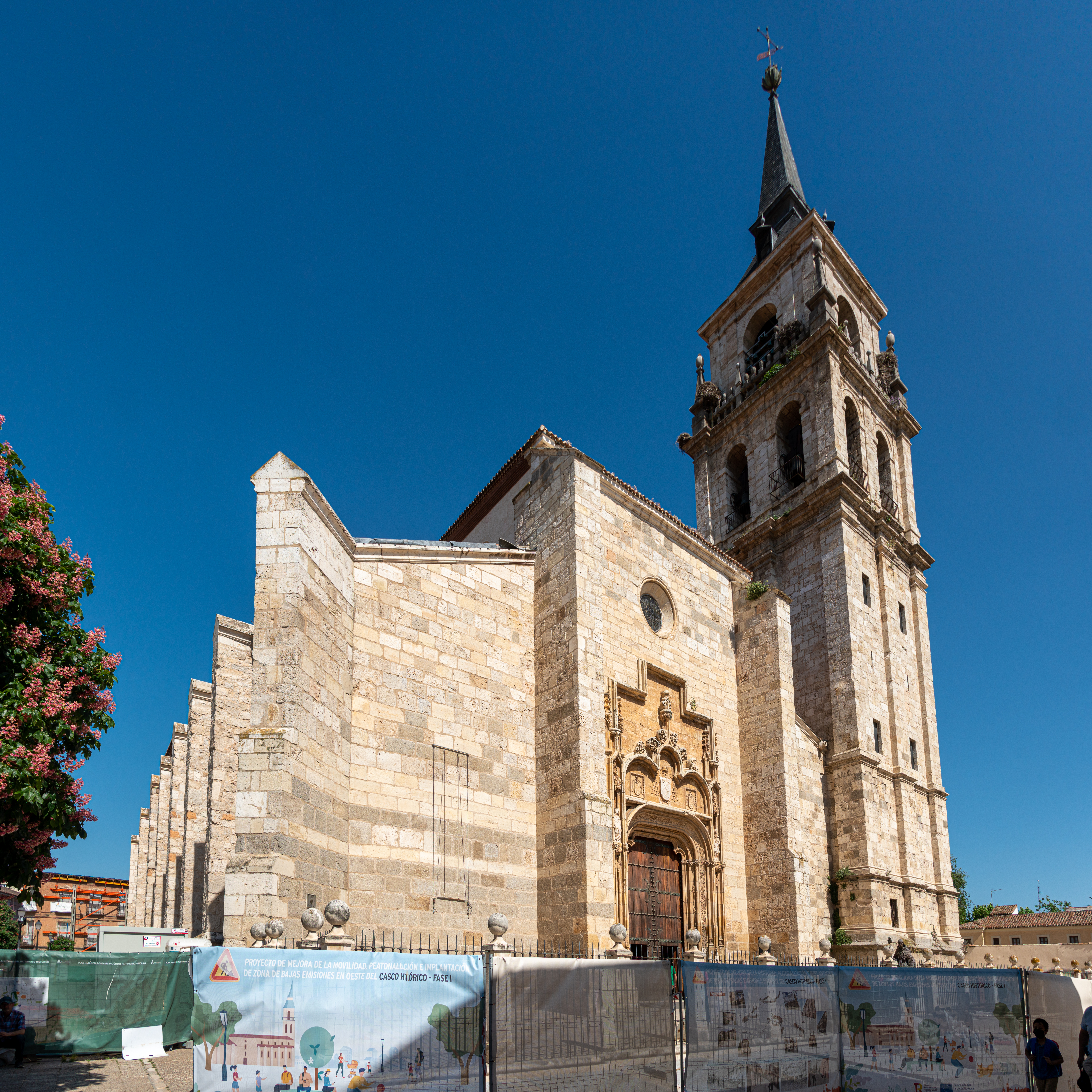
Cattedrale magistrale di Alcalá de Henares

## Cultura

### Istruzione

#### Università
L'orgoglio maggiore della città è la sua università (fondata nel 1977), le cui sedi sono disseminate in tutto il tessuto cittadino, ma che si concentra principalmente in due campus principali.
L'università storica di Alcalá (attiva nella città tra il 1499 ed il 1836, anno del suo trasferimento a Madrid, dove avrebbe assunto il nome di Universidad de Madrid, una delle antesignane dell'Università Complutense di Madrid), insieme al distretto storico, è stata inserita tra i patrimoni dell'umanità dell'UNESCO nel 1998.

## Amministrazione

### Gemellaggi
- Lublino
- Peterborough
- Alba Iulia[1]